# هينر هنكل
هينر هنكل (بالألمانية: Henner Henkel) مواليد 9 أكتوبر 1915 في بوزنان، الإمبراطورية الألمانية - الوفاة 13 يناير 1943 في الاتحاد السوفيتي، كان لاعب كرة مضرب ألماني بدأ مسيرته كمحترف سنة 1934 وكان يلعب باليد اليمنى. كما أنه أحد أبطال الجراند سلام. أعلى تصنيف له في الفردي كان المركز الـ 3 في سنة 1937.

## مقتله في الحرب
خلال الحرب العالمية الثانية خلال معركة ستالينغراد تعرض لطلقة نارية في ساقه، توفي بسبب جراحه في 13 يناير 1943 قرب فورونيج.

## النهائيات

### الفردي ( الألقاب 1)
| الحصيلة | السنة | البطولة                | المنافس في النهائي | النتيجة في النهائي |
| ------- | ----- | ---------------------- | ------------------ | ------------------ |
| الفوز   | 1937  | البطولات الفرنسية 1937 | بني أوستن          | 6–1, 6–4, 6–3      |

## روابط خارجية
- هينر هنكل على موقع رابطة محترفي التنس (الإنجليزية)
- هينر هنكل على موقع الاتحاد الدولي لكرة المضرب (الإنجليزية)
- هينر هنكل على موقع كأس ديفيز (الإنجليزية)
- هينر هنكل على موقع أرشيف التنس.كوم (الإنجليزية)
- هينر هنكل على موقع خلاصة التنس.كوم (الإنجليزية)